# Mabel Hill

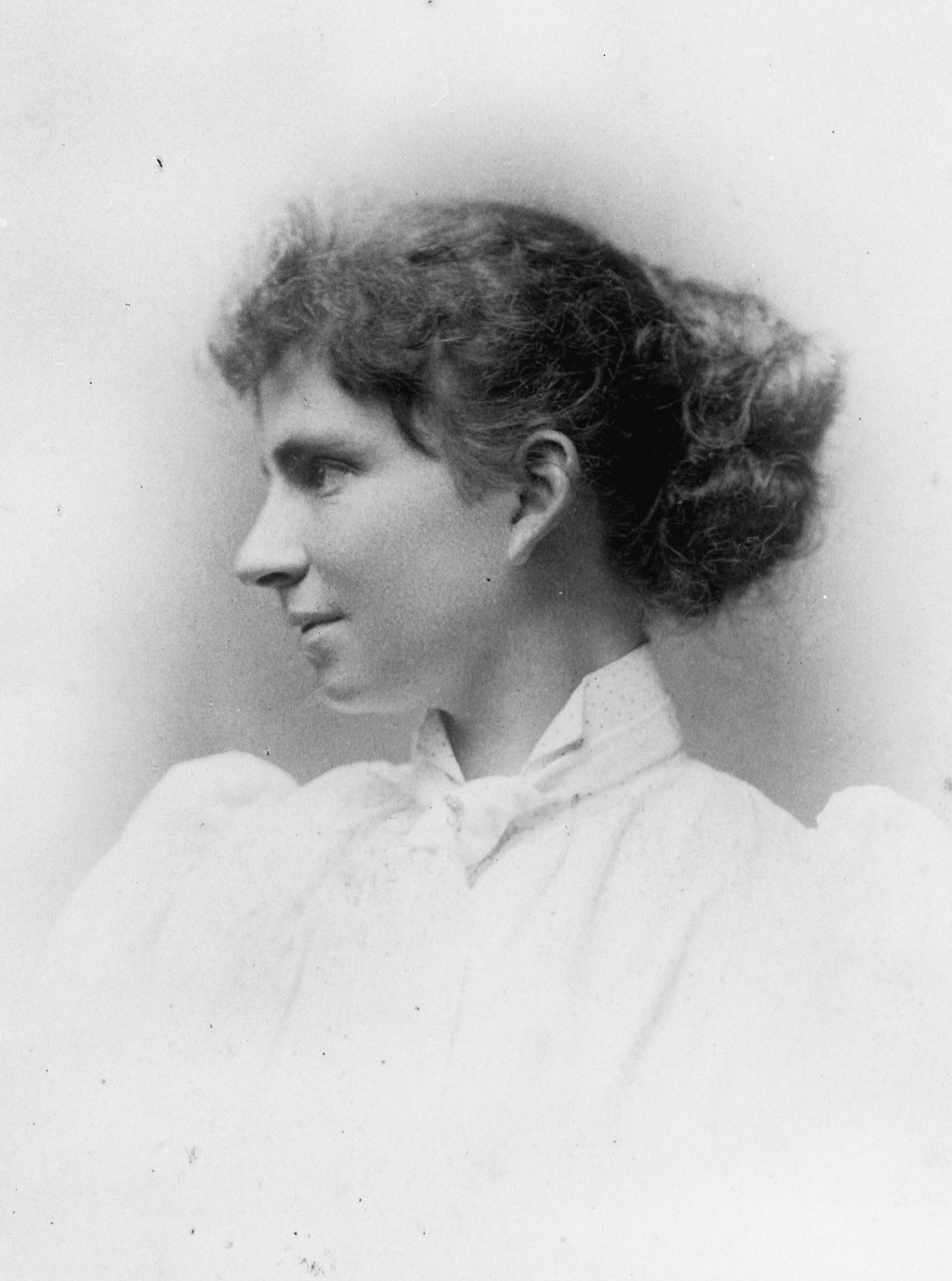
Mabel Hill (ca. 1898)

Mabel Hill (* 3. März 1872 in Auckland; † 18. November 1956 in East Grinstead, Sussex, England), ab 1898 bürgerlich Mabel McIndoe, war eine neuseeländische Malerin, deren Werk sich dem Impressionismus zurechnen lässt.

## Leben
Mabel Hill wurde 1872 in Auckland als jüngstes von neun Kindern eines Hutmachers und seiner Ehefrau geboren, die kurz zuvor aus Australien nach Neuseeland emigriert waren. Ein älterer Bruder war der Komponist und Dirigent Alfred Hill (1869–1960). 1875 zog die Familie nach Wellington, wo Hill aufwuchs und verschiedene lokale Schulen besuchte. Ab 1886 nahm sie Kunstunterricht an Arthur Dewhurst Rileys Wellington School of Design, an der sie nach ihrem Abschluss als Dozentin verblieb. Ihr Kollege, der impressionistische Maler James Nairn, beeinflusste sie künstlerisch nachhaltig. Im Sommer 1897 reiste sie mit Nairn nach Australien und plante danach, ihre Studien in Paris fortzusetzen. Diese Pläne verwarf sie aber, als sie bemerkte, dass ihr Verlobter, der Drucker und Verleger John McIndoe, bereits ein Haus für sie in seiner Heimat in Dunedin baute. Hill beendete daher 1897 ihre Anstellung an der Wellingtoner Hochschule, heiratete im Januar 1898 McIndoe und zog mit ihm daraufhin nach Dunedin. In den nächsten Jahren wurden die beiden Eltern von vier Kindern, darunter der Maler John McIndoe und der plastische Chirurg Archibald McIndoe. Ihr Ehemann hatte im gemeinsamen Haus zudem ein Studio für sie eingerichtet, sodass sie ihre künstlerischen Arbeiten fortsetzen konnte. Ein weiteres Studio hatte sie in ihrem Sommerhaus im Küstenort Brighton. Dennoch hemmte die Erziehung ihrer Kinder ihre künstlerische Entwicklung.

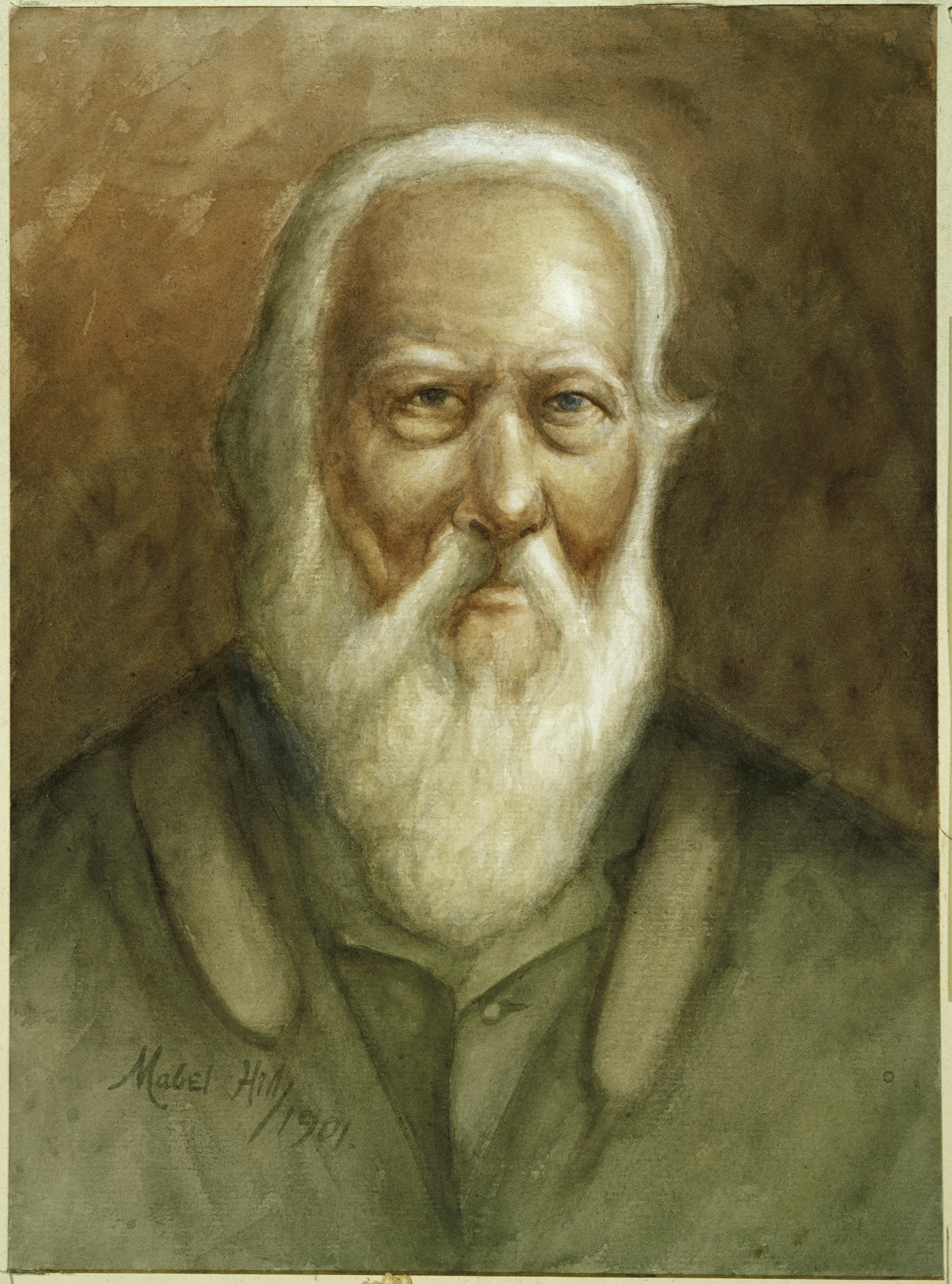
John Logan Campbell, Bürgermeister von Auckland, gemalt von Mabel Hill im Jahr 1901.

In Dunedin war Hill Mitglied der Otago Art Society, in deren Vorstand sie alsbald gewählt wurde. Nach dem Tod ihres Ehemannes 1916 und dem Erwachsenwerden ihrer Kinder entfaltete sie sich zusehends als Künstlerin. Sie malte hauptsächlich Porträts und Stillleben (insbesondere Blumen) und behielt dabei ihren frühimpressionistischen Stil bei. 1921 illustrierte sie Barbara Douglas’ Buch Pictures in a New Zealand Garden. In der ersten Hälfte der 1920er Jahre arbeitete sie zeitweise als Kunstlehrerin an einem lokalen College und unterhielt mit Alfred Henry O’Keeffe ein eigenes Studio in Dunedin. Im Jahr 1926 brach sie auf eine Weltreise auf, die sie zunächst in die Vereinigten Staaten, dann nach Tahiti und schließlich ab 1928 nach Europa führte, wo sie zunächst in Concarneau, dann auf Capri und ab 1932 in London tätig war. Auf jeder Etappe dieser Reise fertigte sie unter Rückgriff auf die Freilichtmalerei Gemälde an, wobei sie vornehmlich Aquarellfarben verwendete. 1934 kehrte sie nach Neuseeland zurück, drei Jahre später erhielt sie die King George VI Coronation Medal. Nach Ende des Zweiten Weltkriegs 1945 zog sie dauerhaft in die englische Stadt East Grinstead südlich von London, wo sie in der Nähe ihres Sohnes Archibald ihren Lebensabend verbrachte. Ihr schlechter werdendes Sehvermögen zwang sie 1951, die Malerei aufzugeben. Fünf Jahre später verstarb sie im Alter von 84 Jahren. Hatte sie zu Lebzeiten regelmäßig bei neuseeländischen Kunstgesellschaften und Galerien ausgestellt, ist ihr Werk heute hauptsächlich verstreut im Privatbesitz. Eine Retrospektive fand 1969 in der Dunedin Public Art Gallery statt.